# Тварини Червоної книги України зі статусом «Зникаючий»
Список тварин, занесених до Червоної Книги України зі статусом «Зникаючий».

## Алфавітний список

### А
| Українська назва виду | Латинська назва виду | Рік  |
| --------------------- | -------------------- | ---- |
| Аполлон               | Parnassius apollo    | 1758 |

### Б
| Українська назва виду | Латинська назва виду                         | Рік  |
| --------------------- | -------------------------------------------- | ---- |
| Баклан малий          | Phalacrocorax pygmaeus                       | 1773 |
| Баклан чубатий        | Phalacrocorax aristotelis                    | 1761 |
| Баранець великий      | Gallinago media                              | 1787 |
| Бджола-муляр Лефебвра | Megachile (Chalicodoma) lefebvrei Lepeletier | 1841 |
| Бистрянка російська   | Alburnoides rossicus Berg                    | 1924 |
| Білуга звичайна       | Huso huso                                    | 1758 |
| Боривітер степовий    | Falco naumanni Fleischer                     | 1818 |
| Бранхінекта східна    | Branchinecta orientalis G.O. Sars            | 1901 |

### В
| Українська назва виду               | Латинська назва виду     | Рік  |
| ----------------------------------- | ------------------------ | ---- |
| Ведмідь бурий                       | Ursus arctos             | 1758 |
| Велетенський мурашиний лев західний | Acanthaclisis occitanica | 1789 |
| Вечірниця велетенська               | Nyctalus lasiopterus     | 1780 |
| Вирезуб причорноморський            | Rutilus frisii           | 1840 |

### Г
| Українська назва виду    | Латинська назва виду   | Рік  |
| ------------------------ | ---------------------- | ---- |
| Гекон середземноморський | Mediodactylus kotschyi | 1870 |
| Гемідіаптом Рилова       | Hemidiaptomus rylowi   | 1928 |
| Глушець                  | Tetrao urogallus       | 1758 |
| Гольян озерний           | Eupallasella percnurus | 1814 |

### Д
| Українська назва виду | Латинська назва виду                           | Рік  |
| --------------------- | ---------------------------------------------- | ---- |
| Дерихвіст степовий    | Glareola nordmanni Nordmann                    | 1842 |
| Джміль вірменський    | Bombus (Thoracobombus) armeniacus Radoszkowski | 1877 |
| Джміль пахучий        | Bombus (Subterraneobombus) fragrans            | 1771 |
| Дрохва                | Otis tarda                                     | 1758 |

### Е
| Українська назва виду | Латинська назва виду | Рік  |
| --------------------- | -------------------- | ---- |
| Екдіонурус єдиний     | Ecdyonurus solus     | 2007 |

### Ж
| Українська назва виду | Латинська назва виду | Рік  |
| --------------------- | -------------------- | ---- |
| Жовтопуз безногий     | Pseudopus apodus     | 1775 |
| Жовтюх торфовищний    | Colias palaeno       | 1761 |
| Журавель степовий     | Anthropoides virgo   | 1758 |

### З
| Українська назва виду | Латинська назва виду            | Рік  |
| --------------------- | ------------------------------- | ---- |
| Зегрис Евфема         | Zegris eupheme                  | 1805 |
| Зубарик грубоклубий   | Merodon crassifemoris Paramonov | 1925 |

### І
| Українська назва виду | Латинська назва виду         | Рік  |
| --------------------- | ---------------------------- | ---- |
| Іфігенела колючконога | Iphigenella acanthopoda Sars | 1896 |

### Ї
| Українська назва виду | Латинська назва виду | Рік  |
| --------------------- | -------------------- | ---- |
| Їжак вухатий          | Hemiechinus auritus  | 1770 |

### Й
| Українська назва виду | Латинська назва виду   | Рік  |
| --------------------- | ---------------------- | ---- |
| Йорж носар            | Gymnocephalus acerinus | 1774 |

### К
| Українська назва виду      | Латинська назва виду            | Рік  |
| -------------------------- | ------------------------------- | ---- |
| Кам'яний краб              | Eriphia verrucosa Forskall      | 1755 |
| Ковалик Паррейса           | Alaus parreyssi                 | 1830 |
| Коловодник ставковий       | Tringa stagnatilis              | 1803 |
| Кольпа Клюге               | Colpa klugii                    | 1827 |
| Коник-товстун степовий     | Callimenus multituberculatus    | 1833 |
| Кордулегастер двозубчастий | Cordulegaster bidentata Selys   | 1843 |
| Красик веселий             | Zygaena laeta                   | 1790 |
| Красновуска Маккара        | Callicera macquarti Rondani     | 1844 |
| Ксилокопа райдужна         | Xylocopa (Copoxyla) iris        | 1791 |
| Ксифідрія Маркевича        | Xiphydria markewitshi Ermolenko | 1906 |
| Ктенофора прикрашена       | Ctenophora festiva Meigen       | 1804 |
| Кульон великий             | Numenius arquata                | 1758 |
| Кульон середній            | Numenius phaeopus               | 1758 |
| Кульон тонкодзьобий        | Numenius tenuirostris Vieillot  | 1817 |

### Л
| Українська назва виду | Латинська назва виду   | Рік  |
| --------------------- | ---------------------- | ---- |
| Левкоринія білолоба   | Leucorrhinia albifrons | 1832 |
| Лосось дунайський     | Hucho hucho            | 1758 |
| Лосось чорноморський  | Salmo labrax Pallas    | 1814 |
| Лунь степовий         | Circus macrourus       | 1771 |

### М
| Українська назва виду | Латинська назва виду          | Рік  |
| --------------------- | ----------------------------- | ---- |
| Марена дніпровська    | Barbus borysthenicus Dybowski | 1862 |
| Марена кримська       | Barbus tauricus               | 1877 |
| Мартин каспійський    | Larus ichthyaetus Pallas      | 1773 |
| Мелітта Ванковича     | Melitta (Cilissa) wankowiczi  | 1891 |
| Меризія азовська      | Moerisia maeotica             | 1896 |
| Мишівка степова       | Sicista subtilis              | 1773 |
| Мізида аномальна      | Hemimysis anomala Sars        | 1907 |
| Мізида Варпаховського | Katamysis warpachowskyi Sars  | 1893 |
| Мізида зубчаста       | Hemimysis serrata Bacescu     | 1938 |
| Мінога карпатська     | Eudontomyzon danfordi Regan   | 1911 |
| Мінога українська     | Eudontomyzon mariae Berg      | 1931 |
| Моруліна пухирчаста   | Morulina verrucosa            | 1903 |

### Н
| Українська назва виду | Латинська назва виду | Рік  |
| --------------------- | -------------------- | ---- |
| Нічниця ставкова      | Myotis dasycneme     | 1825 |
| Нічниця триколірна    | Myotis emarginatus   | 1806 |
| Норка європейська     | Mustela lutreola     | 1758 |

### О
| Українська назва виду    | Латинська назва виду        | Рік  |
| ------------------------ | --------------------------- | ---- |
| Оніхоптерохеілюс Палласа | Onychopterocheilus pallasii | 1805 |
| Ореїна зелена            | Oreina viridis              | 1825 |
| Орел степовий            | Aquila rapax                | 1828 |
| Очеретянка прудка        | Acrocephalus paludicola     | 1817 |

### П
| Українська назва виду   | Латинська назва виду        | Рік  |
| ----------------------- | --------------------------- | ---- |
| Палінгенія довгохвоста  | Palingenia longicauda       | 1791 |
| Пахіцефус степовий      | Pachycephus cruentatus      | 1847 |
| Пелікан кучерявий       | Pelecanus crispus Bruch     | 1832 |
| Пелікан рожевий         | Pelecanus onocrotalus       | 1758 |
| Пилкохвіст Болдирева    | Poecilimon boldyrevi Miram  | 1938 |
| Пилкохвіст Плігінського | Poecilimon pliginskii Miram | 1929 |
| Пічкур дунайський       | Gobio uranoscopus           | 1828 |
| Плероневра хвойна       | Pleroneura coniferarum      | 1837 |
| Полоз візерунковий      | Elaphe dione                | 1773 |
| Полоз леопардовий       | Zamenis situla              | 1758 |
| Полоз лісовий           | Zamenis longissimus         | 1768 |
| Прісноводний краб       | Potamon tauricum            | 1884 |
| Псарус черевастий       | Psarus abdominalis          | 1794 |

### С
| Українська назва виду | Латинська назва виду    | Рік  |
| --------------------- | ----------------------- | ---- |
| Савка                 | Oxyura leucocephala     | 1769 |
| Сатурнія середня      | Eudia spini             | 1775 |
| Сиворакша             | Coracias garrulus       | 1758 |
| Синявець Буадюваля    | Polyommatus boisduvalii | 1843 |
| Сипуха                | Tyto alba               | 1769 |
| Скарабей священний    | Scarabaeus sacer        | 1758 |
| Скопа                 | Pandion haliaetus       | 1758 |
| Сліпачок звичайний    | Ellobius talpinus       | 1770 |
| Соня садова           | Eliomys quercinus       | 1766 |
| Стерв'ятник           | Neophron percnopterus   | 1758 |
| Стерлядь прісноводна  | Acipenser ruthenus      | 1758 |
| Строкатка степова     | Lagurus lagurus         | 1773 |
| Судак волзький        | Sander volgensis        | 1789 |
| Судак морський        | Sander marinus          | 1828 |

### Т
| Українська назва виду   | Латинська назва виду          | Рік  |
| ----------------------- | ----------------------------- | ---- |
| Тетерук                 | Lyrurus tetrix                | 1758 |
| Тетрадонтофора блакитна | Tetradontophora bielanensis   | 1842 |
| Тріскачка ширококрила   | Bryodemella tuberculata       | 1775 |
| Трохета потайна         | Trocheta subviridis Dutrochet | 1817 |
| Тхір степовий           | Mustela eversmanni Lesson     | 1827 |

### Х
| Українська назва виду | Латинська назва виду                    | Рік  |
| --------------------- | --------------------------------------- | ---- |
| Харакопіг скіфський   | Characopygus scythicus Dovnar-Zapolskij | 1931 |
| Ховрах крапчастий     | Spermophilus suslicus                   | 1770 |
| Хохітва               | Tetrax tetrax                           | 1758 |
| Хохуля руська         | Desmana moschata                        | 1758 |
| Хромадоріна двоока    | Chromadorina bioculata                  | 1857 |

### Ч
| Українська назва виду     | Латинська назва виду       | Рік  |
| ------------------------- | -------------------------- | ---- |
| Чекініола пластисцелідина | Cecchiniola platyscelidina | 1908 |

### Ш
| Українська назва виду  | Латинська назва виду     | Рік  |
| ---------------------- | ------------------------ | ---- |
| Шемая кримська         | Alburnus mentoides       | 1859 |
| Широковух європейський | Barbastella barbastellus | 1774 |
| Шуліка рудий           | Milvus milvus            | 1758 |

### Я
| Українська назва виду | Латинська назва виду  | Рік  |
| --------------------- | --------------------- | ---- |
| Ялець Данилевського   | Leuciscus danilewskii | 1877 |
| Яструб коротконогий   | Accipiter brevipes    | 1850 |